# Lewani Kawżaradze
Lewani Kawżaradze (gruz. ლევანი ქავჟარაძე  ; ur. 21 lipca 1996) – gruziński zapaśnik walczący w stylu klasycznym. Zajął trzynaste miejsce na mistrzostwach świata w 2019. Brązowy medalista mistrzostw Europy w 2019. 
Drugi na MŚ U-23 w 2019. Mistrz Europy U-23 w 2019. Wicemistrz Europy juniorów w 2016; trzeci w 2015 roku.